# Coupe Charles Drago 1962
Navigation
Édition précédente Édition suivante
La dixième édition de la Coupe Charles Drago est organisée durant la deuxième partie de la saison 1961-1962 par la Ligue nationale de football pour les clubs professionnels français, et se déroule sur une période de janvier à juin. La compétition oppose les clubs éliminés de la Coupe de France de football avant les demi-finales.

## Clubs participants
| Division 1 - Le Havre AC - RC Lens - Olympique lyonnais - AS Monaco - SO Montpellier - OGC Nice - Nîmes Olympique - RC Paris - Stade de Reims - Stade rennais UC - FC Rouen - UA Sedan-Torcy - FC Sochaux-Montbéliard - Stade français - RC Strasbourg - Toulouse FC | Division 2 - RCFC Besançon - AS Béziers - FC Girondins de Bordeaux - US Boulogne - AS Cannes - AS Cherbourg - US Forbach - FC Grenoble - Lille OSC - Limoges FC - Olympique de Marseille - FC Nantes - CA Paris - Red Star Olympique - CO Roubaix-Tourcoing - SC Toulon - AS Troyenne et Savinienne - US Valenciennes-Anzin |

## Premier tour
Les matchs se déroulent sur le terrain du premier club cité. En cas de match nul, les deux équipes sont départagées au nombre de coups de pied de coin obtenus, puis par tirage au sort à la pièce jetée.
Les clubs participants ont été éliminés en trente-deuxièmes de finale de la Coupe de France, à l'exception du RCFC Besançon, de l'AS Cannes, de l'US Forbach et du CA Paris, éliminés au tour précédent.
Matchs disputés le 28 janvier 1962, sauf note contraire.
| Equipe 1           | Score      | Equipe 2                   | Notes                 |
| Le Havre AC (D1)   | 4 - 1      | CA Paris (D2)              | Disputé le 27 janvier |
| AS Cannes (D2)     | 4 - 2 a.p. | Stade rennais UC (D1)      |                       |
| RCFC Besançon (D2) | 4 - 3      | OGC Nice (D1)              |                       |
| RC Strasbourg (D1) | 1 - 2      | Red Star Olympique (D2)    |                       |
| US Forbach (D2)    | 0 - 2      | US Valenciennes-Anzin (D2) |                       |
| AS Cherbourg (D2)  | 4 - 2      | FC Nantes (D2)             |                       |
| Limoges FC (D2)    | 1 - 2      | Lille OSC (D2)             |                       |

## Deuxième tour
Les matchs se déroulent sur le terrain du premier club cité. En cas de match nul, les deux équipes sont départagées au nombre de coups de pied de coin obtenus, puis par tirage au sort à la pièce jetée.
Aux sept clubs qualifiés à la suite du premier tour se joignent les clubs professionnels éliminés en seizièmes de finale de la Coupe de France : Bordeaux, Boulogne-sur-Mer, Montpellier, Nîmes, le RC Paris, Roubaix, Rouen et Toulouse. Le Havre est qualifié directement.
Matchs disputés le 18 février 1962, sauf note contraire.
| Equipe 1                   | Score       | Equipe 2                      | Notes                 |
| Red Star Olympique (D2)    | 2 - 1       | Lille OSC (D2)                | Disputé le 17 février |
| US Valenciennes-Anzin (D2) | 7 - 5 a.p.  | Nîmes Olympique (D1)          |                       |
| AS Cannes (D2)             | 3 - 1       | SO Montpellier (D1)           |                       |
| AS Cherbourg (D2)          | 0 - 2       | RC Paris (D1)                 |                       |
| CO Roubaix-Tourcoing (D2)  | 1 - 1 a.p.¹ | FC Rouen (D1)                 |                       |
| RCFC Besançon (D2)         | 3 - 0       | FC Girondins de Bordeaux (D2) |                       |
| US Boulogne (D2)           | 0 - 3       | Toulouse FC (D1)              |                       |

- 1 8 - 7 pour le FC Rouen au nombre de coups de pied de coin obtenus

## Troisième tour
Les matchs se déroulent sur le terrain du premier club cité, sauf note contraire. En cas de match nul, les deux équipes sont départagées au nombre de coups de pied de coin obtenus, puis par tirage au sort à la pièce jetée.
Aux huit clubs qualifiés à la suite du deuxième tour se joignent les clubs professionnels éliminés en huitièmes de finale de la Coupe de France : Grenoble, Lens, Lyon, Sedan, Sochaux, le Stade français, Toulon et Troyes.
Matchs disputés le 11 mars 1962, sauf note contraire.
| Equipe 1                | Score | Equipe 2                       | Notes              |
| Red Star Olympique (D2) | 0 - 1 | US Valenciennes-Anzin (D2)     | Disputé le 10 mars |
| FC Rouen (D1)           | 4 - 2 | Stade français (D1)            |                    |
| Le Havre AC (D1)        | 2 - 0 | Toulouse FC (D1)               |                    |
| RCFC Besançon (D2)      | 2 - 1 | RC Lens (D1)                   |                    |
| AS Cannes (D2)          | 1 - 2 | UA Sedan-Torcy (D1)            |                    |
| SC Toulon (D2)          | 3 - 0 | AS Troyenne et Savinienne (D2) |                    |
| RC Paris (D1)           | 3 - 1 | FC Grenoble (D2)               | Disputé à Nantes   |
| Olympique lyonnais (D1) | 4 - 0 | FC Sochaux-Montbéliard (D1)    | Disputé à Bastia   |

## Quatrième tour
Les matchs se déroulent sur le terrain du premier club cité. En cas de match nul, les deux équipes sont départagées au nombre de coups de pied de coin obtenus, puis par tirage au sort à la pièce jetée.
Les huit clubs qualifiés à la suite du troisième tour s'affrontent entre eux.
Matchs disputés le 21 avril 1962.
| Equipe 1                   | Score       | Equipe 2            | Notes |
| SC Toulon (D2)             | 1 - 3       | Le Havre AC (D1)    |       |
| RCFC Besançon (D2)         | 4 - 0       | RC Paris (D1)       |       |
| Olympique lyonnais (D1)    | 1 - 1 a.p.¹ | FC Rouen (D1)       |       |
| US Valenciennes-Anzin (D2) | 0 - 1       | UA Sedan-Torcy (D1) |       |

- 1 6 - 4 pour l'Olympique lyonnais au nombre de coups de pied de coin obtenus

## Quarts de finale
Les matchs se déroulent sur le terrain du premier club cité, sauf note contraire. En cas de match nul, les deux équipes sont départagées au nombre de coups de pied de coin obtenus, puis par tirage au sort à la pièce jetée.
Aux quatre clubs qualifiés à la suite du quatrième tour se joignent les clubs professionnels éliminés en quarts de finale de la Coupe de France : Béziers, Marseille, Monaco et Reims.
Matchs disputés le 4 avril 1962.
| Equipe 1                    | Score       | Equipe 2                | Notes |
| AS Monaco (D1)              | 3 - 1       | Stade de Reims (D1)     |       |
| Olympique de Marseille (D2) | 0 - 1       | Olympique lyonnais (D1) |       |
| RCFC Besançon (D2)          | 3 - 1       | UA Sedan-Torcy (D1)     |       |
| AS Béziers (D2)             | 3 - 3 a.p.¹ | Le Havre AC (D1)        |       |

- 1 Le Havre AC est qualifié au nombre de coups de pied de coin obtenus

## Demi-finales
Les matchs se déroulent sur le terrain du premier club cité. En cas de match nul, les deux équipes sont départagées au nombre de coups de pied de coin obtenus, puis par tirage au sort à la pièce jetée.
Matchs disputés les 13 et 16 mai 1962.
| Equipe 1           | Score | Equipe 2                | Notes             |
| RCFC Besançon (D2) | 3 - 1 | AS Monaco (D1)          | Disputé le 13 mai |
| Le Havre AC (D1)   | 2 - 1 | Olympique lyonnais (D1) | Disputé le 16 mai |

## Finale
Pour la première fois dans l'histoire de la compétition, un club de deuxième division remporte la finale. Le club vainqueur, le RCFC Besançon, réussit un exploit d'autant plus grand qu'il est a fait son entrée dès le premier tour, et a affronté six clubs de D1 lors de ses sept matchs disputés. La finale, disputée à Limoges, est très indécise entre des Havrais à la peine en D1, et des Bisontins qui fréquentent le haut de tableau de D2. Aucun but n'est marqué au cours du temps réglementaire, et une prolongation doit départager les deux équipes. À deux minutes de la fin, c'est un but du Bisontin Jean Bonato qui offre une victoire inattendue aux Francs-Comtois. Parmi l'équipe victorieuse, on note la présence de Joseph Tellechéa (1953), Eugène Grévin (1959), et Casimir Nowotarski (1961), tous anciens vainqueurs de l'épreuve.
| Clubs         | RCFC Besançon - Le Havre AC |
| Score         | 1-0 a.p. (0-0) |
| Date          | 29 juin 1962 |
| Stade         | Parc des Sports, Limoges 10 000 spectateurs |
| Arbitre       | Émile Maillereau |
| But           | Bonato (118e) pour Besançon |
| RCFC Besançon | Yves Cluzel, René Rocco, Lucien Bruat, Jean Bonato, Joseph Tellechéa, Casimir Nowotarski, Alphonse Cassar, Eugène Grévin, René Fernandez, Lucien Di Blas, Gilbert Zimmermann. Entraîneur : Roger Meerseman                   |
| Le Havre AC   | Charles Samoy, René Letellier, François Philippe, Jean Rocci, Hubert Zénier, Jean-Louis Leonetti, Ignace Valorisek, Branko Milanović, Maryan Halberda, Alberto Loret de Mola, Roland Schleider. Entraîneur : Lucien Jasseron |